# Johann Heinrich Abicht
Pour les articles homonymes, voir Abicht.
Johann Heinrich Abicht, né le 4 mai 1762 à Volkstedt (Principauté de Schwarzbourg-Rudolstadt) et mort le 28 avril 1816 à Vilnius, est un philosophe allemand.

## Biographie
Le grand-père de Abicht est enseignant à Wilmersdorf et son père enseignant à Volkstedt. 
Sa philosophie est clairement influencée par Kant et plus tard par Karl Leonhard Reinhold.

## Publications
- De philosophiae Kantianae ad theologiam habitu, 1788
- Versuch einer Metaphysik des Vergnügens nach Kantischen Grundsätzen zur Grundlegung einer systematischen Thelematologie und Moral, 1789
- Philosophie der Erkenntnisse, 1791
- Hermias, oder Auflösung der die gültige Elementarphilosophie betreffenden Aenesidemischen Zweifel, 1794
- Neues philosophisches Magazin zur Erläuterung und Anwendung des Kantischen Systems, 1789-1790, en collaboration avec Friedrich Gottlieb Born.
- Philosophisches Journal, 4 volumes, 1794-1795, collaboration